# Mon amie freestyle
Mon amie freestyle è un singolo del cantante Italiano Sangiovanni, pubblicato il 29 novembre 2022.

## Tracce
Testi di Giovanni Pietro Damian, musiche di Riccardo Scirè.
1. Mon amie freestyle – 2:37